# Itekoma Hits
Itekoma Hits (いてこまヒッツ?) è il quarto album del gruppo punk rock giapponese Otoboke Beaver, pubblicato da Damnably il 26 aprile 2019. L'album contiene canzoni inedite insieme a brani tratti dagli EP Bakuro Book (ぶりっこ撲滅?, 2016) e Love Is Short!!! (2017) precedentemente pubblicati. L'uscita dell'album è stata preceduta dal singolo "Anata Watashi Daita Ato Yome no Meshi", anch'esso incluso nell'album.

## Ricezione
Itekoma Hits ha ricevuto recensioni generalmente positive dalla critica. Il critico di AllMusic Heather Phares ha elogiato la band "per aver fatto suonare i loro martellanti accordi allo stesso tempo furiosi e allegramente liberatori" ed ha concluso che l'album "non lascia agli ascoltatori un momento per riprendere fiato o per annoiarsi". Secondo PunkNews, "le quattro donne che compongono le Otoboke Beaver sono così incredibilmente talentuose, folli e frenetiche che i circa ventisette minuti che compongono questo album ti afferrano immediatamente e non ti lasciano più andare".
Vrinda Jagota di Pitchfork ha descritto l'album come "un tornado di provocazione" e "alimentato da una rabbia così feroce da essere emozionante da ascoltare".

## Tracce
Note: 
- (*) indica le canzoni precedentemente pubblicate sugli EP Bakuro Book (2016) e Love Is Short!!! (2017).
- (**) indica canzoni reincise: "Akimahenka" (originariamente del 2015) e "Anata Watashi Daita Ato Yome no Meshi" (originariamente del 2018) sono nuove registrazioni di brani precedentemente pubblicati con Kahokiss che sostituisce Pop alla batteria.

Tutti i brani sono scritti da Otoboke Beaver.
1. datsu. hikage no onna	2:04
2. akimahenka (versione 2019 **)	1:13
3. S'il vous Plait (*)	2:15
4. Bakuro book (*)	2:21
5. What do you mean you have to talk to me at this late date? (*)	1:54
6. Introduce me to your family (*)	2:28
7. Love Is Short!! (*)	2:11
8. Bad luck	2:06
9. Don't light my fire	2:16
10. 6 Day working week is a pain	2:47
11. Binge eating binge drinking bulimia	0:53
12. I'm tired of your repeating story	1:43
13. Anata watashi daita ato yome no meshi (versione 2019 **)	1:57
14. Ikezu (*) 0:18